# Aixecament de gener
L'Aixecament de gener va començar el 22 de gener de 1863 com una protesta espontània dels joves polonesos contra el reclutament en l'Exèrcit de l'Imperi Rus, i aviat s'hi van sumar els oficials d'alt rang de Polònia-Lituània i polítics diversos. La revolta es va escampar pels territoris de l'antiga Confederació de Polònia i Lituània (les actuals Polònia, Lituània, Belarús, Letònia, i parts d'Ucraïna, l'oest de Rússia) i va durar fins que els darrers insurgents van ser capturats el 1865.